# Бесеровина
Бесеровина је насеље у Србији у општини Бајина Башта у Златиборском округу. Према попису из 2022. било је 178 становника.
Овде се налазе Јездића куће, Кућа Богосава Злопорубовића, Куће Тришића и Видиковац Сумбулића брдо.

## Демографија
У насељу Бесеровина живи 180 пунолетних становника, а просечна старост становништва износи 44,3 година (43,5 код мушкараца и 45,1 код жена). У насељу има 81 домаћинство, а просечан број чланова по домаћинству је 2,63.
Ово насеље је у потпуности насељено Србима (према попису из 2002. године), а у последња три пописа, примећен је пад у броју становника.
|  |

| Демографија | Демографија | Демографија |
| Година      | Становника  | Становника  |
| ----------- | ----------- | ----------- |
| 1948.       | 435         |             |
| 1953.       | 449         |             |
| 1961.       | 412         |             |
| 1971.       | 352         |             |
| 1981.       | 312         |             |
| 1991.       | 275         | 271         |
| 2002.       | 213         | 216         |

| Етнички састав према попису из 2002.‍ | Етнички састав према попису из 2002.‍ | Етнички састав према попису из 2002.‍ | Етнички састав према попису из 2002.‍ | Етнички састав према попису из 2002.‍ |
| ------------------------------------ | ------------------------------------ | ------------------------------------ | ------------------------------------ | ------------------------------------ |
|                                      |                                      |                                      |                                      |                                      |
| Срби                                 | Срби                                 |                                      | 213                                  | 100,0%                               |
| непознато                            | непознато                            |                                      | 0                                    | 0,0%                                 |

| Година пописа     | 1948. | 1953. | 1961. | 1971. | 1981. | 1991. | 2002. |
| ----------------- | ----- | ----- | ----- | ----- | ----- | ----- | ----- |
| Број домаћинстава | 79    | 78    | 78    | 83    | 88    | 89    | 81    |

| Број чланова      | 1  | 2  | 3  | 4  | 5 | 6 | 7 | 8 | 9 | 10 и више | Просек |
| ----------------- | -- | -- | -- | -- | - | - | - | - | - | --------- | ------ |
| Број домаћинстава | 15 | 32 | 15 | 10 | 6 | 2 | 1 | 0 | 0 | 0         | 2,63   |

| Пол    | Укупно | Неожењен/Неудата | Ожењен/Удата | Удовац/Удовица | Разведен/Разведена | Непознато |
| ------ | ------ | ---------------- | ------------ | -------------- | ------------------ | --------- |
| Мушки  | 95     | 26               | 61           | 4              | 4                  | 0         |
| Женски | 92     | 10               | 62           | 17             | 3                  | 0         |
| УКУПНО | 187    | 36               | 123          | 21             | 7                  | 0         |

| Пол    | Укупно                    | Пољопривреда, лов и шумарство | Рибарство                            | Вађење руде и камена | Прерађивачка индустрија       |
| ------ | ------------------------- | ----------------------------- | ------------------------------------ | -------------------- | ----------------------------- |
| Мушки  | 56                        | 17                            | 0                                    | 0                    | 14                            |
| Женски | 28                        | 10                            | 0                                    | 0                    | 10                            |
| УКУПНО | 84                        | 27                            | 0                                    | 0                    | 24                            |
| Пол    | Производња и снабдевање   | Грађевинарство                | Трговина                             | Хотели и ресторани   | Саобраћај, складиштење и везе |
| Мушки  | 0                         | 12                            | 1                                    | 2                    | 6                             |
| Женски | 0                         | 1                             | 0                                    | 2                    | 1                             |
| УКУПНО | 0                         | 13                            | 1                                    | 4                    | 7                             |
| Пол    | Финансијско посредовање   | Некретнине                    | Државна управа и одбрана             | Образовање           | Здравствени и социјални рад   |
| Мушки  | 0                         | 1                             | 1                                    | 0                    | 0                             |
| Женски | 0                         | 0                             | 0                                    | 1                    | 2                             |
| УКУПНО | 0                         | 1                             | 1                                    | 1                    | 2                             |
| Пол    | Остале услужне активности | Приватна домаћинства          | Екстериторијалне организације и тела | Непознато            | Непознато                     |
| Мушки  | 2                         | 0                             | 0                                    | 0                    | 0                             |
| Женски | 1                         | 0                             | 0                                    | 0                    | 0                             |
| УКУПНО | 3                         | 0                             | 0                                    | 0                    | 0                             |